# Emanuella
Emanuella är den feminina formen av namnet Emanuel, vilket är en grekisk och latinsk form av det hebreiska namnet Immanuel. Namnet betyder Gud med oss Alternativa stavningar är Emanuela, Emmanuella och Emmanuela. Den franska varianten av namnet är Emanuelle eller Emmanuelle.
Den 31 december 2014 fanns det totalt 265 kvinnor folkbokförda i Sverige med namnet Emanuella, Emanuela, Emmanuella eller Emmanuela, varav 144 bar det som tilltalsnamn. Motsvarande siffror för Emanuelle och Emmanuelle var 78 respektive 27.
Svensk namnsdag: saknas  (1986–1992 var det 26 mars).

## Personer med namnet Emanuella
- Emanuella Carlbeck, svensk skolledare
- Emanuela Pierantozzi, italiensk judoutövare

## Personer med namnet Emanuelle
- Emmanuelle Béart, fransk skådespelare
- Emmanuelle Charpentier, fransk forskare
- Emmanuelle Chriqui, kanadensisk skådespelare
- Emmanuelle Riva, fransk skådespelare
- Emmanuelle Seigner, fransk skådespelare